# ویلیام لودویگ
ویلیام لودویگ (انگلیسی: William Ludwig؛ زاده ۱۶ مهٔ ۱۹۱۲ درگذشته ۷ فوریهٔ ۱۹۹۹) یک فیلم‌نامه‌نویس اهل ایالات متحده آمریکا بود.
از فیلم‌هایی که وی در آن‌ها نقش داشته است، می‌توان به چالشی برای لسی و تپه‌های وطن اشاره نمود.